# Imaginary Monsters
Imaginary Monsters je třetí EP kanadské hudební skupiny The Birthday Massacre, které vyšlo v roce 2011.

## Seznam skladeb
| Pořadí | Název                                                   | Délka |
| ------ | ------------------------------------------------------- | ----- |
| 1.     | Forever                                                 | 3:56  |
| 2.     | Burn Away                                               | 3:43  |
| 3.     | Left Behind                                             | 2:36  |
| 4.     | Pale (Kevvy Mental & Dave Ogilvie 'Rubber Unicorn' Mix) | 4:09  |
| 5.     | Control (tweaker Mix)                                   | 3:32  |
| 6.     | Shallow Grave (Combichrist 'Good For Her' Mix)          | 4:33  |
| 7.     | Pins and Needles (SKOLD Mix)                            | 5:01  |
| 8.     | Shallow Grave (Assemblage 23 Mix)                       | 4:24  |
| 9.     | In the Dark (Music Video)                               |       |